# Alessio Cavatore
Alessio Cavatore (Turín, Italia, 14 de febrero de 1972) es un diseñador de juegos italiano nacionalizado británico.

## Biografía
Alessio Cavatore nació en la ciudad italiana de Turín el 14 de febrero de 1972, día de San Valentín.
Estudió biología en la Universidad de Turín, aunque antes de graduarse dejó los estudios para mudarse por trabajo.

## Carrera
En 1996, Cavatore se mudó a la ciudad inglesa de Nottingham para trabajar para la compañía Games Workshop traduciendo sus libros. Más tarde escribió varios suplementos para dos de los juegos insignia de la empresa: Warhammer Fantasy Battles y The Lord of the Rings: Strategy Battle Game.
Trabajando junto a Rick Priestley, Cavatore se convirtió en unos de los diseñadores principales de los juegos de tablero de la compañía (juegos de especialista, según su jerga interna).
En 1999, Alessio Cavatore diseñó su primer juego de especialista completo: Mordheim, junto a Priestley y Tuomas Pirinen.
Como aficionados a los mundos de fantasía, varios diseñadores de la compañía británica Games Workshop fueron invitados a participar en escenas de la película El Señor de los Anillos: el retorno del Rey, más concretamente siendo los rohirrim que cargan junto a Théoden y Éomer en la batalla de los Campos del Pelennor. Otros de los diseñadores fueron Brian Nelson y los hermanos Alan y Michael Perry. Tras esta participación, algunos fueron inmortalizados en la miniatura del Mûmak producida por Games Workshop para su wargame.
Para 2004 Cavatore era el responsable de todo el material relacionado con reglamentos que la compañía editaba sobre sus tres principales franquicias: Warhammer, Warhammer 40.000, y The Lord of the Rings; y en 2006 fue el responsable principal de la nueva edición de Warhammer.
En 2009 diseñó el wargame Kings of War.
En 2010 fundó River Horse, con sede en el barrio de Lenton en Nottingham, para publicar sus propios juegos y colaborar como consultor con otros reconocidos editores de la industria de los juegos. La compañía ha producido varios juegos tales como: Deus Vult, Shuuro, Loka, Waterloo - Quelle Affaire!, Terminator Genisys, etc.
A finales de 2021 indicó que estaba trabajando en un proyecto personal que consistía en un documental sobre los juegos de guerra, una industria que ya mueve mil millones de dólares.

## Juegos

### Games Workshop
- Warmaster (junto a Rick Priestley y Stephan Hess)
- The Lord of the Rings Strategy Battle Game (junto a Rick Priestley)

### Mantic Games
- Kings of War

### Warlord Games
- Bolt Action (junto a Rick Priestley)

### River Horse
| - Shuuro - Turanga (expansión) - Loka - The Tarot of Loka | - Waterloo - Quelle Affaire - Terminator Genisys: The Miniatures Game - Jim Henson's Labyrinth: The Board Game - My Little Pony Tails of Equestria: The Storytelling Game |